# KEYTALK

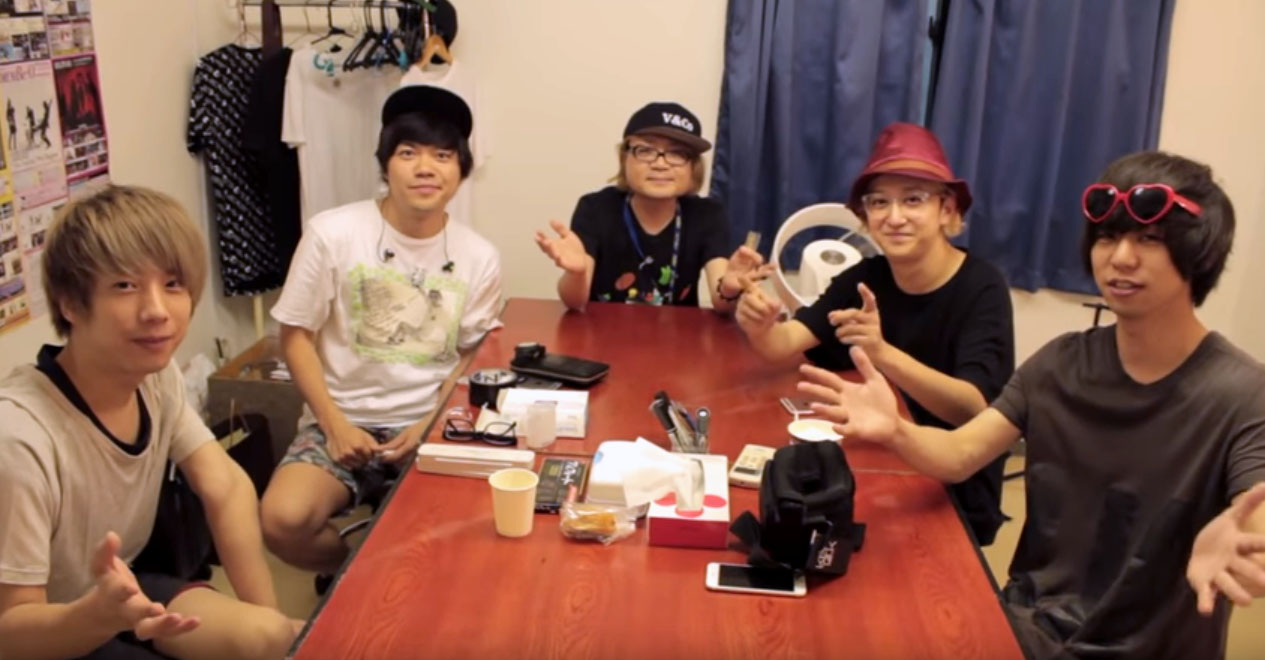

KEYTALK(키토크)는 일본의 4인조 록 밴드이다. 2007년에 real(리얼)이라는 이름으로 결성한 후 2009년에 현재의 이름으로 개명했으며, 2013년에 메이저 데뷔를 했다.